# Diocesi di Mikkeli
La diocesi di Mikkeli (in finlandese Mikkelin hiippakunta) è una diocesi della chiesa evangelica luterana della Finlandia presieduta dalla vescova di Mikkeli, che risiede nella cattedrale di Mikkeli.

## Storia
La diocesi fu istituita a Savonlinna nel 1897 staccandola dalla vecchia diocesi di Kuopio, oggi diocesi di Oulu, e trovò sede nella cattedrale di Savonlinna. Con l’indipendenza della Finlandia in conseguenza della Prima guerra mondiale, e illudendosi di aver allontanato il pericolo russo da queste zone, la sede fu trasferita nella più grande città della zona, quella Viipuri da cui l’antico vescovo finlandese era fuggito dopo la conquista zarista della regione nel 1723, e dove era terminata la costruzione della cattedrale.

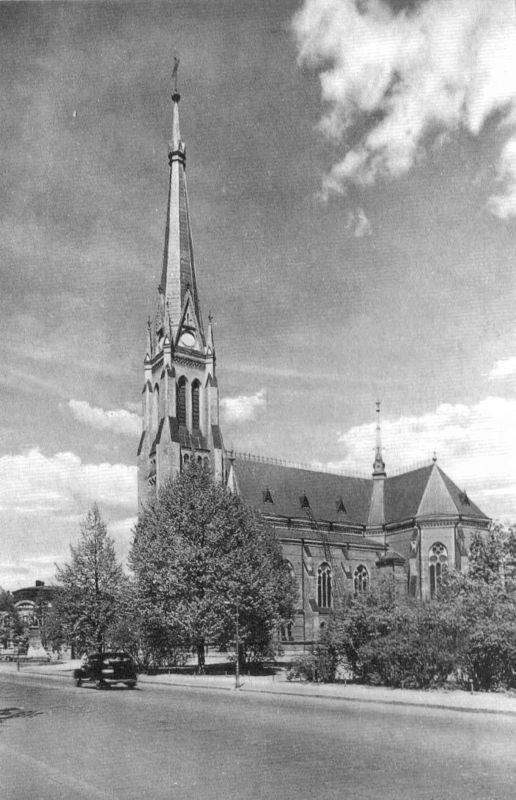
La cattedrale di Viipuri nel 1930

La città fu però conquistata dai russi in due riprese durante la Seconda guerra mondiale, prima nel 1940 e poi nel 1944. Già nella prima occasione la cattedrale era stata pesantemente danneggiata e depredata, e nel secondo caso fu totalmente distrutta, obbligando il vescovo a fuggire in patria a Mikkeli, da allora sede della diocesi. La diocesi conta circa 420.000 membri. Le più grandi parrocchie all'interno della diocesi sono le chiese di Keski, Kimin, Lapeen e Mikkeli. L'attuale vescova di Mikkeli è Mari Parkkinen.

## Cronotassi dei vescovi
Vescovi di Savonlinna
- - Gustaf Johansson 1897–1899
  - Otto Immanuel Colliander 1899–1924

Vescovi di Viipuri
- - Erkki Kaila 1925–1935
  - Yrjö Loimaranta 1935–1942

Vescovi di Mikkeli
- - Ilmari Salomies 1943–1951
  - Martti Simojoki 1951–1959
  - Osmo Alaja 1959–1978
  - Kalevi Toiviainen 1978–1993
  - Voitto Huotari 1993–2009
  - Seppo Häkkinen 2009–2023
  - Mari Parkkinen 2023–in carica